# Evergreen, Alabama
Evergreen là một thành phố thuộc quận Conecuh, tiểu bang Alabama, Hoa Kỳ. Dân số năm 2009 là 3460 người, mật độ đạt 86 người/km².